# Santa Ana la Laguna
Santa Ana la Laguna är en ort i Mexiko.   Den ligger i kommunen Las Margaritas och delstaten Chiapas, i den sydöstra delen av landet, 900 km öster om huvudstaden Mexico City. Santa Ana la Laguna ligger 1 630 meter över havet och antalet invånare är 414.
Terrängen runt Santa Ana la Laguna är varierad. Santa Ana la Laguna ligger uppe på en höjd. Runt Santa Ana la Laguna är det ganska glesbefolkat, med 30 invånare per kvadratkilometer. Närmaste större samhälle är Santa Rita Invernadero, 13,9 km öster om Santa Ana la Laguna. I omgivningarna runt Santa Ana la Laguna växer i huvudsak städsegrön lövskog.